# 306 할리우드
《306 할리우드》(306 Hollywood)는 미국에서 제작된 조나단 보가린 감독의 2018년 다큐멘터리 영화이다. 조나단과 엘란 보가린의 형제자매 팀에 의해 감독된 것이다.
할머니가 사망한 이후 할머니의 집을 청소한 데 대한 경험에 관해 다룬다. 뉴저지 힐사이드에서 촬영되었다.